# Janville-en-Beauce
Janville-en-Beauce is een gemeente in het Franse departement Eure-et-Loir (regio Centre-Val de Loire). De plaats maakt deel uit van het arrondissement Chartres. Janville-en-Beauce is op 1 januari 2019 ontstaan door de fusie van de gemeenten Allaines-Mervilliers, Janville en Le Puiset. De gemeente telde 2.482 inwoners op 1 januari 2022.

## Geografie
De oppervlakte van Janville-en-Beauce bedroeg op 1 januari 2022 42,32 vierkante kilometer; de bevolkingsdichtheid was toen 58,6 inwoners per km².

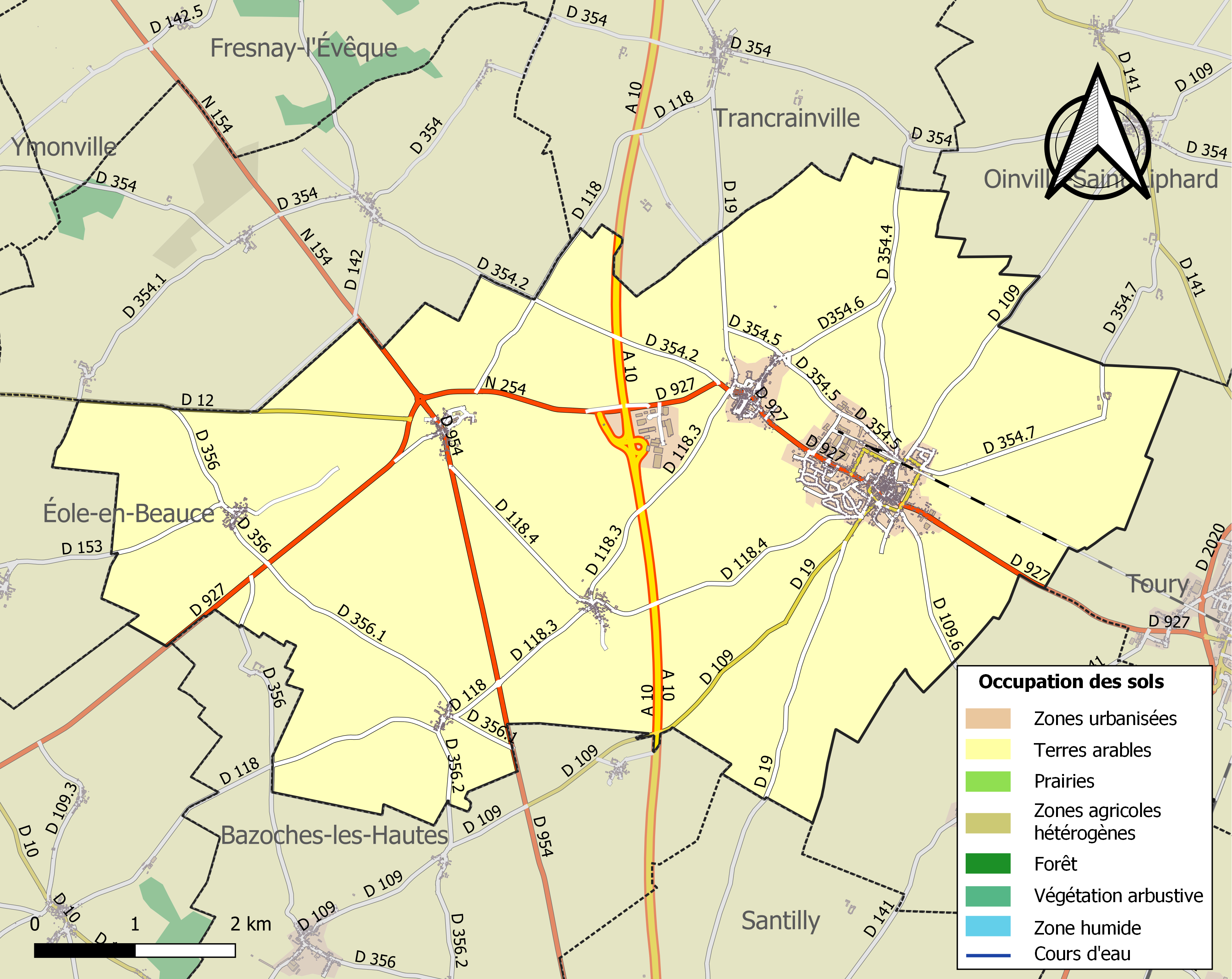
Kaart van de gemeente met belangrijkste infrastructuur, bodemgebruik en omliggende gemeenten